# Segment (mathématiques)
Pour les articles homonymes, voir segment.

Le segment.

En géométrie, un segment de droite (souvent abrégé en « segment ») est une portion de droite délimitée par deux points, appelés extrémités du segment. Un segment reliant deux points {\displaystyle \mathrm {A} } et {\displaystyle \mathrm {B} } est noté {\displaystyle [\mathrm {A} ,\mathrm {B} ]} ou {\displaystyle [\mathrm {AB} ]} et représente la partie de la droite {\displaystyle (\mathrm {AB} )} qui se situe « entre » les points {\displaystyle \mathrm {A} } et {\displaystyle \mathrm {B} }. Intuitivement, un segment correspond à un fil tendu entre deux points, en négligeant l’épaisseur du fil et la déformation due à son poids.

## Formalisation dans le cadre de la géométrie affine
Dans le cadre de la géométrie affine sur le corps des nombres réels, le segment {\displaystyle [\mathrm {A} ,\mathrm {B} ]} peut recevoir une définition précise :
Définition — Le segment {\displaystyle [\mathrm {A} ,\mathrm {B} ]} est l’ensemble des barycentres à coefficients positifs ou nuls de {\displaystyle \mathrm {A} } et {\displaystyle \mathrm {B} }.
Dans cette définition, on suppose que {\displaystyle \mathrm {A} } et {\displaystyle \mathrm {B} } sont éléments d’un même espace affine (de dimension finie ou infinie, et qui peut être par ailleurs un espace vectoriel) sur le corps {\displaystyle \mathbb {R} } des nombres réels.
Le barycentre ne changeant pas lorsque tous les coefficients sont multipliés par une même constante non nulle, on déduit immédiatement de cette remarque l’énoncé suivant :
Proposition — Le segment {\displaystyle [\mathrm {A} ,\mathrm {B} ]} est aussi l’ensemble des barycentres de {\displaystyle \mathrm {A} } muni du poids {\displaystyle 1-t} et {\displaystyle \mathrm {B} } muni du poids {\displaystyle t}, lorsque {\displaystyle t} parcourt {\displaystyle [0\,;1]}.
Lorsque l’on travaille dans un espace vectoriel, cette remarque fournit une description utile du segment {\displaystyle [\mathrm {A} ,\mathrm {B} ]}, à savoir :
{\displaystyle [\mathrm {A} ,\mathrm {B} ]=\{\,(1-t)\,\mathrm {A} +t~\mathrm {B} \ \mid \ t\in [0\,;1]\,\}.}
Si l’espace affine est topologique et séparé (au sens de Hausdorff), alors un segment est compact, comme image du compact {\displaystyle [0\,;1]} par l’application continue {\displaystyle t\mapsto (1-t)\;\!\mathrm {A} +t\,\mathrm {B} }.
On pourrait inverser les bornes des segments ; ainsi il est tout à fait licite d’écrire par exemple {\displaystyle [\mathrm {B} ,\mathrm {A} ]} pour {\displaystyle [\mathrm {A} ,\mathrm {B} ]}. Cependant, il y a une ambiguïté dans le cas de {\displaystyle \mathbb {R} } : si les segments {\displaystyle [1,2]} et {\displaystyle [2,1]} sont égaux au sens affine, ils ne le sont pas en tant qu’intervalles puisque {\displaystyle [2\,;1]} est l’intervalle vide (car {\displaystyle 2>1}).

## Segments en géométrie euclidienne
En géométrie euclidienne, le segment est placé dans un espace euclidien {\displaystyle E} — ce peut être notamment un plan ou l’espace à trois dimensions muni de la distance familière entre points.
Soient {\displaystyle \mathrm {A} } et {\displaystyle \mathrm {B} } points quelconques de {\displaystyle E}. La longueur du segment {\displaystyle [\mathrm {A} ,\mathrm {B} ]} est égale à la distance {\displaystyle \mathrm {AB} }.
Le segment {\displaystyle [\mathrm {A} ,\mathrm {B} ]} est l’ensemble des points où l’inégalité triangulaire devient une égalité, ce qu’on peut écrire :
Proposition — Dans un espace euclidien {\displaystyle E},  {\displaystyle [\mathrm {A} ,\mathrm {B} ]=\{\mathrm {M} \in E\,\mid \,\mathrm {AM} +\mathrm {MB} =\mathrm {AB} \}}.

## Segments en géométrie hyperbolique
En géométrie hyperbolique, on peut également disposer du concept intuitif de « segment » entre {\displaystyle \mathrm {A} } et {\displaystyle \mathrm {B} } représentant la portion de la droite hyperbolique {\displaystyle (\mathrm {AB} )} située « entre » ces deux points dans le plan hyperbolique (ou dans un espace hyperbolique de n’importe quelle dimension).
En revanche, on ne dispose pas d’une notion similaire aux barycentres pour écrire une définition plus précise. Il existe cependant d'autres voies menant à plusieurs définitions possibles selon qu’on ait choisi de privilégier la structure topologique de l’espace hyperbolique, ou sa structure d’espace métrique, ou le concept de géodésique. En voici une (topologique) :
Définition — Pour {\displaystyle \mathrm {A} } et {\displaystyle \mathrm {B} } deux points d’un espace hyperbolique, le segment {\displaystyle [\mathrm {A} ,\mathrm {B} ]} s’obtient en adjoignant {\displaystyle \mathrm {A} } et {\displaystyle \mathrm {B} } à celle des composantes connexes de {\displaystyle (\mathrm {AB} )\setminus \{\mathrm {A} ,\mathrm {B} \}} qui est relativement compacte dans l’espace hyperbolique.
La caractérisation métrique donnée ci-dessus en géométrie euclidienne est également valide en géométrie hyperbolique.

## Segments dans le contexte des ensembles ordonnés

### Notion de segment initial
On peut définir un segment initial, parfois abrégé en segment, comme le « début » d’un ensemble ordonné. Cette notion est utile pour traiter des ordinaux ou pour construire le corps des réels ℝ et la droite réelle achevée ℝ par les coupures de Dedekind, ou plus généralement tout complété (pour la relation d’ordre) d’un ensemble totalement ordonné.

### Généralisation dans un corps ordonné quelconque
En théorie des ordres, on remplace la notion de segment par celle d’intervalle fermé borné dans la définition d’ensemble convexe.
Cette définition est cependant incompatible avec un certain nombre de théorèmes « classiques » sur les ensembles convexes : par exemple, la convexité n’implique pas la connexité (ℚ est convexe mais non connexe).

### Généralisation dans un espace affine sur un corps ordonné quelconque
On peut également généraliser la notion de d’espace affine réel à celle d’espace affine sur un corps ordonné quelconque. Dans ce cas, le segment {\displaystyle [\mathrm {A} ,\mathrm {B} ]} est encore l’ensemble des barycentres de {\displaystyle \mathrm {A} } et {\displaystyle \mathrm {B} } à coefficients positifs ou nuls.
Cependant, de même que dans un corps ordonné quelconque, des théorèmes classiques de topologie ou de géométrie peuvent ne pas s’appliquer : ainsi un ensemble convexe n’est pas nécessairement connexe (on peut penser à ℚn pour un n quelconque).